# Hraniční přechod Kalotina–Gradina
Hraniční přechod Kalotina–Gradina (bulharsky Гранични премин Градина-Калотина, srbsky Гранични прелаз Калотина-Градина/Granični prelaz Kalotina-Gradina) je hlavní silniční hraniční přechod mezi Srbskem a Bulharskem. Jmenuje se podle vesnic Kalotina na bulharské straně a Gradina na straně srbské. Nachází se v údolí řeky Nišavy.
Nejbližším větším městem z bulharské strany je Dragoman a ze strany srbské Dimitrovgrad. Severně od silničního přechodu křižuje společnou hranici také železniční trať z Niše do Sofie. 
Dálniční hraniční přechod se nachází na dopravním tahu, kde již v dobách existence Římské říše existovala silnice Via militaris. V současné době je dopravně nejvytíženějším silničním hraničním přechodem mezi Bulharskem a Srbskem, především proto, že se jedná o jediný dálniční hraniční přechod, a také z důvodu blízkosti bulharské metropole Sofie. Přechod je také vnější hranicí Evropské unie, nikoliv však Schengenského prostoru. 
V souvislosti s Evropskou migrační krizí začalo být v druhé dekádě 21. století okolí hraničního přechodu monitorováno. Srbské pohraniční policii vypomáhala armáda, kamerový systém a jednotky rakouské policie.